# Liskino
Liskino (russisch Лискино, deutsch Lieskendorf, litauisch Liskinas) ist ein Ort in der russischen Oblast Kaliningrad (Gebiet Königsberg (Preußen)). Er liegt im Rajon Prawdinsk (Kreis Friedland (Ostpr.)) und gehört zur Mosyrskoje selskoje posselenije (Landgemeinde Mosyr (Klein Gnie)).

## Geographische Lage
Liskino an der Aschwöne (Swine, russisch: Putilowka) liegt ein Kilometer nordöstlich von Podlipowo (Hochlindenberg) nahe der Nebenstraße, die Kamenka ((Groß) Pentlack) mit Mosyr (Klein Gnie) verbindet.

## Geschichte
Die ehedem Lieskendorf genannte Landgemeinde wurde im Jahre 1874 in den neugegründeten Amtsbezirk Hochlindenberg (russisch: Podlipowo) eingegliedert. Dieser gehörte bis 1945 zum Landkreis Gerdauen im Regierungsbezirk Königsberg der preußischen Provinz Ostpreußen.
Im Jahre 1910 zählte Lieskendorf 149 Einwohner, deren Zahl bis 1933 auf 276 anstieg und 1939 noch 238 betrug.
Infolge des Zweiten Weltkrieges kam Lieskendorf 1945 mit dem nördlichen Teil Ostpreußens zur Sowjetunion und erhielt 1947 die Umbenennung in „Liskino“. Bis zum Jahre 2009 war der Ort im seit 1991/92 russischen Oblast Kaliningrad in den Krylowski sowjet (Dorfsowjet Krylowo (Nordenburg)) eingegliedert und ist seither aufgrund einer Struktur- und Verwaltungsreform eine als „Siedlung“ eingestufte Ortschaft innerhalb der Mosyrskoje selskoje posselenije (Landgemeinde Mosyr (Klein Gnie)) im Rajon Prawdinsk.

## Kirche
Bis 1945 gehörten die meist evangelischen Lieskendorfer Einwohner zum Kirchspiel Nordenburg (russisch: Krylowo). Es lag im Kirchenkreis Gerdauen (Schelesnodoroschny) innerhalb der Kirchenprovinz Ostpreußen der Kirche der Altpreußischen Union. Letzte deutsche Geistliche waren die Pfarrer Alfred Kaminsky und Paul Terpitz.
Heute liegt Liskino im Bereich der Pfarrei Tschernjachowsk (Insterburg), die der Propstei Kaliningrad innerhalb der Evangelisch-Lutherischen Kirche Europäisches Russland (ELKER) zugeordnet ist.